# 瓦霍圖約克山 (波馬坎查區)
11°35′36″S 75°42′00″W / 11.59333°S 75.70000°W
瓦霍圖約克山（Waqutuyuq），是秘魯的山峰，位於該國中部胡寧大區，由豪哈省的波馬坎查區負責管轄，屬於安地斯山脈的一部分，海拔高度4,200米。